# Haus mit den 99 Schafsköpfen

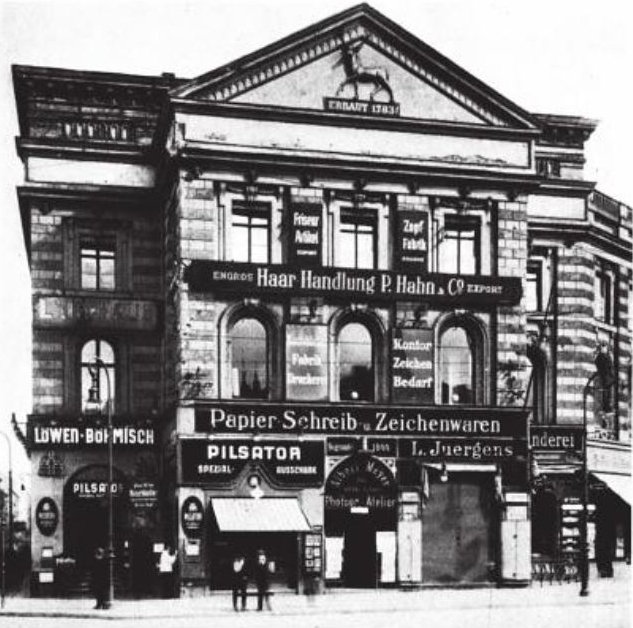
Das Haus mit den 99 Schafsköpfen

Das Haus mit den 99 Schafsköpfen war ein Wohn- und Geschäftshaus in der Alexanderstraße 45 am Alexanderplatz in Berlin. Es wurde 1783 im Auftrag von Friedrich II. als Immediatbau nach Plänen des Architekten Georg Christian Unger gebaut. Für den U-Bahn-Bau am Alexanderplatz wurde es 1927 abgerissen.

## Geschichte

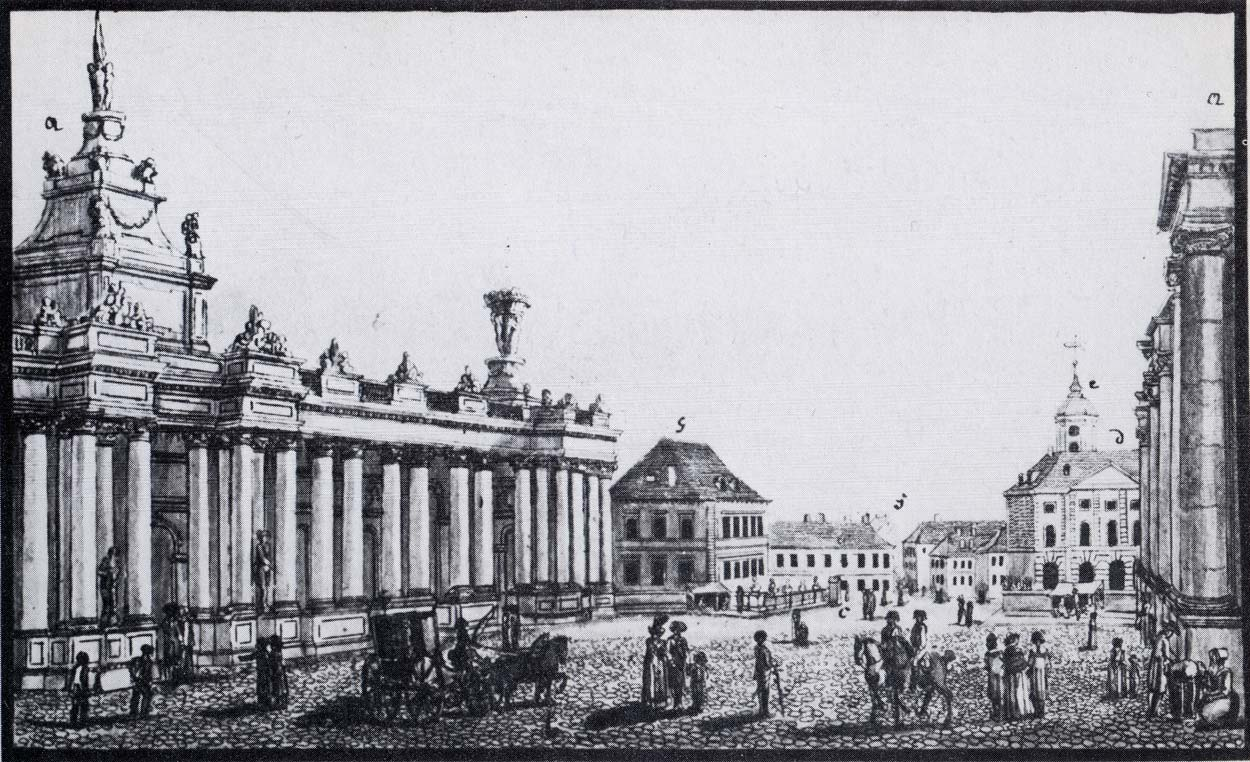
Stadtansicht von 1784:
hinter den Kolonnaden rechts, das Haus mit den 99 Schafsköpfen

Das Haus mit der auffälligen Fassadendekoration aus zahlreichen Schafsköpfen aus Stuck wurde 1783 nach Plänen des Architekten Georg Christian Unger errichtet. Es gehörte zu den Berliner Immediatbauten, mit denen Friedrich II. nach dem Ende des Siebenjährigen Krieges das Stadtbild Berlins verschönern wollte. Insgesamt entstanden etwa 300 Gebäude mit repräsentativen, umfangreich verzierten Fassaden. Die Häuser wurden ganz oder teilweise von Friedrich II. bezahlt, der sie verdienten Bürgern vermachte. Diese mussten sich im Gegenzug um die Erhaltung und Pflege der Häuser kümmern. Neben dem Alexanderplatz entstanden die Immediatbauten schwerpunktmäßig an der Ostseite des Gendarmenmarktes, in der Straße Unter den Linden sowie am Hackeschen Markt.
Der erst 1739 errichtete Vorgängerbau wurde 1782 abgerissen. Das Grundstück war 1739 von dem Kriegskommissarius Daniel Wersig für 3.770 Taler gekauft worden, der es 1743 an den Gastwirt Bölke für 6.650 Taler weiterveräußerte. Dieser errichtete auf dem Grundstück ein Haus, in dem er den Gasthof Zum Goldenen Hirschen betrieb. Die Tradition eines Gasthofs auf diesem Grundstück reicht bis in das 16. Jahrhundert zurück.
Schließlich wurde das Haus 1760 für 6.710 Taler an den Kaufmann Christian Homeyer verkauft. Dessen Sohn entschloss sich 1782, das inzwischen marode Gebäude abzureißen, um ein neues Wohn- und Geschäftshaus mit Gastwirtschaft an gleicher Stelle bauen zu lassen.
In dem neu erbauten Haus betrieb er zunächst den Gasthof zum Hirschen, bevor er das Grundstück 1794 für 25.000 Taler an den Gastwirt Friedrich Hagen veräußerte. 1813 erwarb es der Rentier Hagen für 30.000 Taler und teilte es in Parzellen auf. Einen Teil verkaufte er an den Maurermeister Krull für 50.000 Taler.

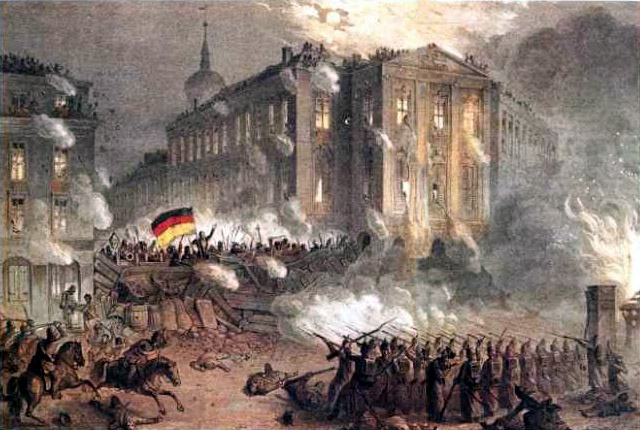
Kampf um die große Barrikade, 1848, zu sehen ist das besetzte Haus mit den 99 Schafsköpfen

Beim Barrikadenaufstand im Rahmen der Märzrevolution wurde am 18. Mai 1848 auf der Neuen Königsstraße zwischen dem Haus mit den 99 Schafsköpfen und dem Gasthaus Stelzenkrug eine große Straßenbarrikade errichtet, die den Alexanderplatz nach Norden hin absperrte. Die Barrikade wurde besonders stark befestigt, unter anderem bestand sie aus zwei umgekippten Fuhrwerken. Der Inhaber der Eisenwarenhandlung im Haus mit den 99 Schafsköpfen, E. Legeler, unterstützte den Barrikadenbau durch Herausgabe von Eisenplatten und Spitzhacken. Das Haus mit den 99 Schafsköpfen wurde besetzt, teilweise wurden Dachziegel abgetragen, um die Barrikade vom Dach aus verteidigen zu können. Die Barrikade am Haus mit den 99 Schafsköpfen hielt als einzige der zahlreichen in den Berliner Straßen errichten Barrikaden den Angriffen der Armee stand und wird deshalb oft auch als die große Barrikade oder, wegen ihrer Lage in der Neuen Königsstraße als die Königsbarrikade bezeichnet.
Anton Claus hat den Kampf um die große Barrikade auf einer Lithographie festgehalten, die auch das Haus mit den 99 Schafsköpfen zeigt. Allerdings ist es durch eine Überzeichnung der Geschosshöhen sehr viel höher dargestellt, als es tatsächlich war.
Hagen verkaufte 1856 das Gebäude Alexanderstraße 45 für 56.000 Taler an den Sanitätsrat Dr. Hildebrandt. Dieser verkaufte das Haus schließlich 1879 an Paul Juergens, den Inhaber der Kontobücherfabrik, Druckerei und Papierwarenhandlung L. Juergens, die bereits seit 1860 als Mieter Geschäftsräume in den ersten beiden Stockwerken des Hauses nutzte. Im Jahr 1889 erbten Paul und Hans Juergens das Haus mit den 99 Schafsköpfen von ihrem Vater. Nachdem die Pläne für die Umgestaltung des Alexanderplatzes im Rahmen des U-Bahn-Baus den Abriss des Hauses vorsahen, verkauften sie es schließlich an die Harmonie Häuserverwertungs-Gesellschaft GmbH, die es 1927 abreißen ließ.

## Sage zur Entstehung der Fassadenverzierung
Aufgrund der auffälligen Fassadenornamente entstand in Berlin um das Haus eine Sage, die die Bezeichnung Haus mit den 99 Schafsköpfen erklärt:

„In Berlin, Alexanderstraße No. 45, steht ein Haus, an dem eine Anzahl Widderköpfe angebracht sind; der Grund dieses Abzeichens soll folgender gewesen sein. Friedrich der Große hatte einem auf dem jetzigen Alexanderplatze wohnenden Bürger für mehrfache Verdienste um die Stadt ein schönes Haus bauen und mit mehreren Statuen zieren lassen. Ein Nachbar desselben, welcher an der Ecke der neuen Königsstraße wohnte, beneidete denselben natürlich um die ihm widerfahrene Auszeichnung und sann darauf, wie ihm selbst eine gleiche zu Theil werden könne. Er erbot sich also gegen den König, einige reiche Stiftungen für die Armen zu machen, und der König, der dieselben annahm, konnte nicht wohl anders, als den Bittsteller durch ein ähnliches Geschenk, also den Bau eines Hauses ehren. Er that dies um so lieber, als ihm dadurch Gelegenheit geboten ward, seinen Lieblingswunsch, seine Residenz mit möglichst vielen neuen, schönen Häusern zu schmücken, zu erfüllen. Das Haus ward gebaut und dem neuen Besitzer übergeben, allein als der König später dasselbe besuchte, um sich von der Ausführung seines Bauplanes zu überzeugen, zeigte der aufgeblasene Bürger so wenig Freude über das königliche Geschenk, dass es dem König selbst auffiel und derselbe ihn frug, ob denn das neue Haus nicht nach seinem Geschmacke sey. Jener aber versetzte, dass dies allerdings der Fall sey, dass er aber gehofft habe, der König werde ebenso, wie er das Haus seines Nachbars durch schöne Statuen geziert, auch sein Haus durch ein solches Zeichen seiner Gnade schmücken. Der König beschloß, den Unverschämten empfindlich zu strafen und versprach ihm auch, seine Bitte zu erfüllen. Schon am nächsten Tage erschien bei dem Bürger ein Künstler, der nach einer Ordre des Königs das neue Haus mit einem Abzeichen, nämlich 99 Widder- oder Schafsköpfen schmücken mußte. ‚Mit den neun und neunzig Abzeichen wird Er hoffentlich zufrieden sein‘, schrieb ihm der König, ‚für den hundertsten Schafskopf aber sorgt Er wohl selbst‘. Die Zahl jener Köpfe ist jedoch im Laufe der Jahre unvollständig geworden.“

Der Wahrheitsgehalt dieser Sage ist ungewiss. Der Geschichte des Hauses zufolge müsste der undankbare Bürger der Sohn des Kaufmanns Homeyer gewesen sein, der das Haus 1783 als Immediatbau von Friedrich II. erhielt. Tatsächlich waren viele der beschenkten Bürger unzufrieden mit den Gebäuden, da sie für die von ihnen vorgesehene Gewerbenutzung ungünstig entworfen waren und die oft aufwendigen Fassaden, mit denen Friedrich II. das Stadtbild verschönern wollte, hohe Kosten für Unterhalt und Pflege verursachten.
In einigen Handwerkszünften war das Haus mit den 99 Schafsköpfen das geheime Kennzeichen für die Stadt Berlin. Als solche Kennzeichen dienten in den Zünften oft besonders auffällige Gebäude oder Kunstwerke. Welches Kennzeichen für eine Stadt stand, wurde Wanderburschen durch die Zunftmitglieder dieser Stadt nur mitgeteilt, wenn sie dort eine Zeit als Handwerker gearbeitet hatten. Die Kenntnis über das geheime Kennzeichen einer Stadt galt damit als Beweis, dort Arbeit geleistet zu haben und nicht nur durchgewandert zu sein.

## Lage

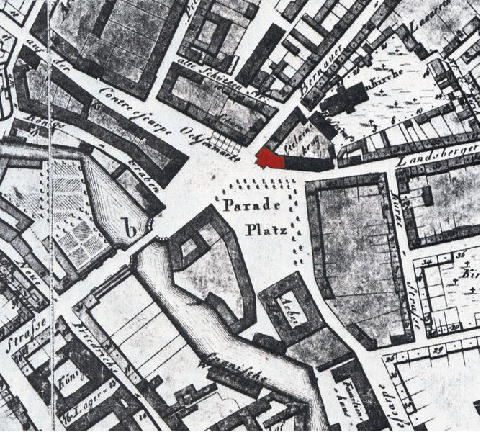
Lage des Hauses mit den 99 Schafsköpfen am Alexanderplatz

Das Haus mit der Nummer 45 stand an exponierter Lage an der spitzgewinkelten Ecke der Alexanderstraße 45 zwischen der Landsberger und der Bernauer Straße, die 1810 in Neue Königstraße umbenannt wurde und seit 1995 Otto-Braun-Straße heißt. Der Platz trug zur Erbauungszeit des Hauses den Namen Auf der Contre-Escarpe oder auch Ochsenplatz, da hier ein wöchentlicher Viehmarkt abgehalten wurde. Nach dem Besuch des Zaren Alexander in Berlin 1805 wurde er diesem zu Ehren in Alexanderplatz umbenannt.
Das Haus war in einen Häuserblock integriert. An der Seite zur Landsberger Straße schloss sich ein ebenfalls von Unger entworfenes Haus und daran wiederum das Textilkaufhaus Friedrich Hahn an. Nach der im Haus mit den 99 Schafsköpfen untergebrachten Kontobuchfabrik und Papierhandlung L. Juergens wurde der Gebäudekomplex auch als Hahn-Jürgens-Block bezeichnet.
Nach dem Abriss des Gebäudeblocks 1927 für den U-Bahn-Bau am Alexanderplatz war zunächst eine neue Bebauung des Grundstücks geplant. Aufgrund der Weltwirtschaftskrise verzögerte sich das Bauvorhaben aber. Schließlich entstand auf dem Gelände das Minolhaus, das im Vergleich zum Haus mit den 99 Schafsköpfen etwas zurückversetzt stand und den nördlichen Abschluss des Alexanderplatzes bildete. Das Minolhaus wurde 1968 abgerissen, an seiner Stelle wurde das Haus des Reisens gebaut.
Inzwischen befindet sich auf dem Alexanderplatz etwa an der Stelle, an der die Fassade des Hauses mit den 99 Schafsköpfen verlief, das Denkmal für die große Barrikade von 1848 in Form einer Pflastersteinmarkierung. Der tatsächliche Standort der Barrikade lag etwa dort, wo heute die Straßenbahngleise verlaufen.

## Architektur

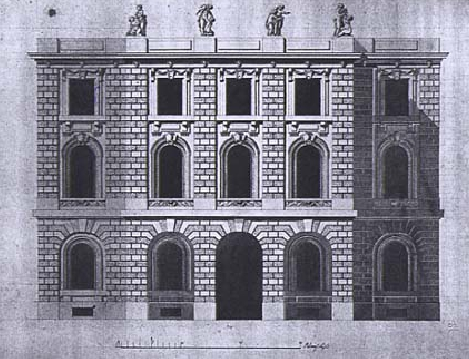
Fassadenentwurf von C. G. Unger für das Haus mit den 99 Schafsköpfen

Das Haus mit den 99 Schafsköpfen wurde als dreigeschossiges Gebäude geplant. Es verfügte über einen deutlich hervortretenden Risalit auf fünf offenen Rundbögen, der den Haupteingang des Hauses hinter einer dreiachsigen Arkade verdeckte. Die Fassade war mit Sandsteinquaderung versehen und reich mit Ornamenten verziert. Das erste Obergeschoss besaß Rundbogenfenster mit profilierten Faschen, Schlusssteinkartuschen und Brüstungsdekor. Im zweiten Obergeschoss befanden sich dagegen rechteckige Fensteröffnungen mit Tuchgehängen, Konsolen und Tropfenplatten. Der Mittelrisalit endete in einem Giebeldreieck, das mit einem vergoldeten Hirsch, dem für den Gasthof namensgebenden Hauszeichen, und der Inschrift „Erbaut 1783“ verziert war.
Unter dem Hauptgesims waren als Opfertierschädel gestaltete Widderköpfe aus Stuck angebracht, auf die die Bezeichnung des Hauses im Volksmund als Haus mit den 99 Schafsköpfen zurückging. Durch bauliche Veränderungen des Bauwerks reduzierte sich die Zahl der Schafsköpfe nach und nach. Die genaue Anzahl der ursprünglich vorhandenen Ornamente ist nicht bekannt, wahrscheinlich waren es wohl nie tatsächlich um 99 Tierköpfe. In einer Akte von 1895 wird die Anzahl der Schafsköpfe mit 30 angegeben, in einem Zeitungsartikel von 1908 ist von 25 Schafsköpfen die Rede.
Beim Abriss des Hauses 1927 wurden die meisten der Schafskopfornamente aus Stuck zerstört. Sieben Schafsköpfe konnten erhalten werden und wurden dem Märkischen Museum übergeben. Außerdem wurde ein Grundstein mit der Inschrift „Sophie Tugendreich: Homeiern. gebohrne: Boelcken Berl: den 5ten April 1783“ gefunden, der ebenfalls im Märkischen Museum aufbewahrt wird.

## Nutzung

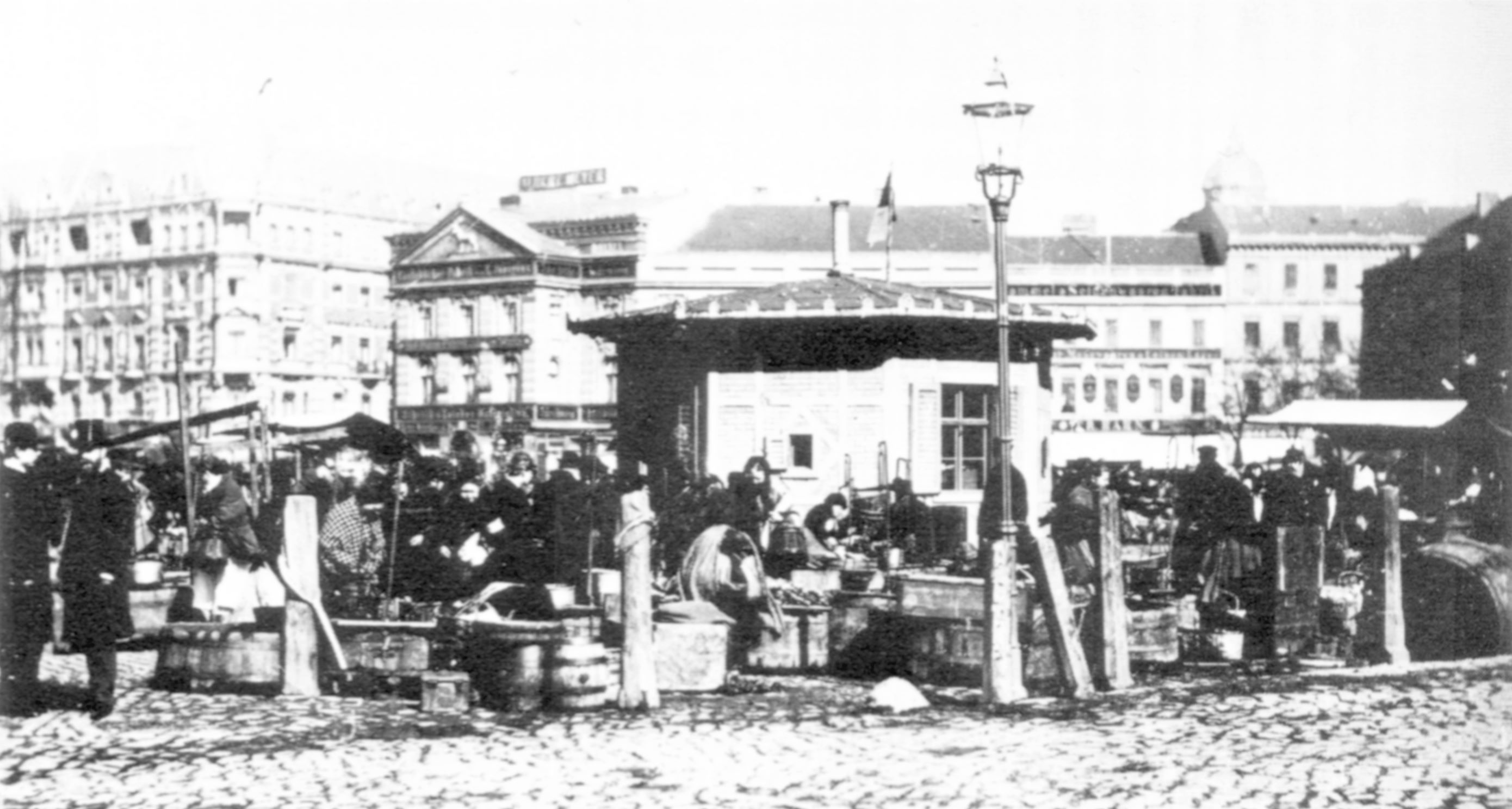
Wochenmarkt auf dem Alexanderplatz 1887, im Hintergrund das Haus mit den 99 Schafsköpfen

Das Haus mit den 99 Schafsköpfen sollte den Stelzenkrug ersetzen, ein Gasthaus in der Alexanderstraße 46, das bereits seit der Mitte des 17. Jahrhunderts auf demselben Grundstück zur Prenzlauer Straße hin stand und den Viehhändlern als Treffpunkt diente. In dem Haus sollten die Woll- und Viehbörse untergebracht werden. Der Alexanderplatz diente zur Bauzeit des Hauses vor allem als Marktplatz für die Woll- und Viehhändler, worauf auch sein damaliger Name Am Ochsenmarkt hinweist.
Wie der Vorgängerbau wurde das Haus aber zunächst vor allem als Gasthof genutzt, der weiterhin Zum Hirschen hieß. Er diente den Vieh- und Wollhändlern als Übernachtungsmöglichkeit und Gaststätte, in der Handel abgeschlossen wurden. Das Haus besaß eine Ausspanne für Pferde. Seit 1770 verfügte das Gasthaus Zum Hirschen über das Privileg, dass die zum Verkauf stehenden Ochsen, Schweine und Hammel ausschließlich hier aufgetrieben und verkauft werden durften, so dass vor dem Haus die wöchentlichen Viehmärkte stattfanden. Auf diese Nutzung und die Wollmesse, die ursprünglich in dem Haus untergebracht werden sollte, deuten die an der Fassade als Schmuckelemente angebrachten Widderköpfe hin.
Die oft zitierte Behauptung, Heinrich von Kleist habe die Nacht vom 18. auf den 19. November 1811, bevor er sich am 21. November am Stolper Loch das Leben nahm, im Gasthof Zum Hirschen verbracht, ist inzwischen revidiert. Sie beruhte auf einer Namensverwechslung. Dem Neuen Berliner Intelligenzblatt zufolge war am 18. November 1811 ein Hr. v. Kleist, Particulier aus Frankfurt a. d. Oder in Berlin, Contre escarpe 45, also dem Gasthof Zum Hirschen, abgestiegen. Dabei handelte es sich aber nicht um den aus Frankfurt an der Oder angereisten Heinrich von Kleist, sondern einen in Frankfurt an der Oder wohnhaften Herrn von Kleist.
Neben dem Gasthof Zum Hirschen und der Nutzung als Wohnhaus hatten im Haus mit den 99 Schafsköpfen im Laufe seiner Geschichte auch zahlreiche verschiedene Gewerbebetriebe und Unternehmen ihren Sitz:
- Der Baumeister und Maler Karl Friedrich Schinkel, zu der Zeit Dezernent für künstlerische Fragen und Geheimer Oberbauassessor bei der Berliner Oberbaudeputation, wohnte um 1812 kurzzeitig in dem Gebäude, in dem er auch ein Atelier zur Herstellung seiner bekannten Dioramen und Panoramen unterhielt.[19]
- Ein Dr. A. Löwenstein betrieb in dem Haus mit den 99 Schafsköpfen ein Institut für Schwedische Heilgymnastik.[20] Diese Form der Krankengymnastik war von dem Schweden Pehr Henrik Ling entwickelt und von dem Berliner Arzt Albert C. Neumann 1853 in Deutschland eingeführt worden.

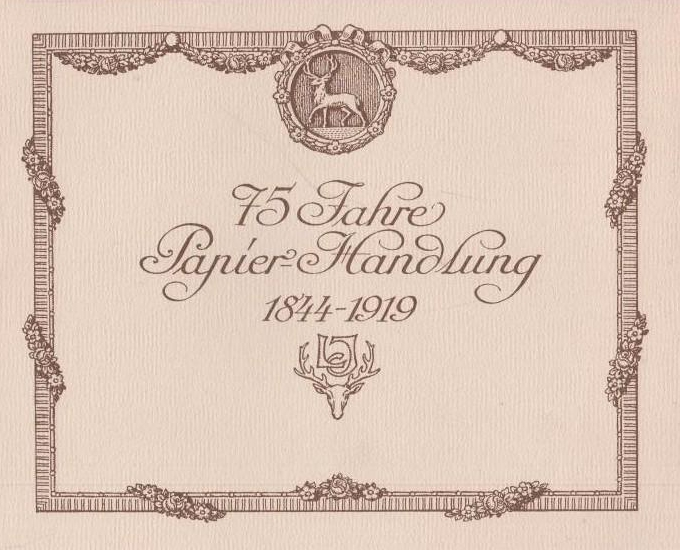
Titelseite der Festschrift zum 75-jährigen Bestehen der Papierhandlung L. Juergens

- Die Kontobücher-Fabrik und Schreibwarenhandlung L. Juergens hatte der Buchbinder Ludwig Juergens 1844 gegründet und seinen Firmensitz mit Laden, Werkstatt und sich anschließender Privatwohnung zunächst in dem Nachbarhaus Landsberger Straße 63 genommen. Nach Vergrößerung des Geschäftes siedelte das Unternehmen 1860 in Geschäftsräume im Haus mit den 99 Schafsköpfen über, das der Sohn des Firmengründers Paul Juergens 1879 kaufte. Auf dem Titelblatt der Festschrift zum 75-jährigen Bestehen der Papierhandlung ist der goldene Hirsch aus dem Giebel des Hauses mit den 99 Schafsköpfen sowie ein stilisierter Widderkopf abgebildet.[21] Auf die Schließung der traditionellen Schreibwarenhandlung geht Alfred Döblin in seinem Buch Berlin Alexanderplatz ein.
- Im ersten Obergeschoss des Hauses residierte eine Zeit lang die Haar-Handlung und Zopffabrik P. Hahn & Co., die auch mit Friseurbedarf handelte und ihre Produkte exportierte.
- Die renommierte Pianoforte- und Klavierfabrik Julius Pfaffe hatte ebenfalls lange ihren Sitz in dem Haus an der Alexanderstraße 45. Phillip Friedrich Julius Pfaffe, dessen Vater schon eine Klavierbauwerkstatt betrieben hatte, hatte das Unternehmen 1860 gegründet.[22] Julius Pfaffe wurde 1875 zum Großherzoglichen und fürstlichen Hoflieferanten ernannt; zu diesem Zeitpunkt beschäftigte er in seiner Pianofortefabrik fast 50 Gehilfen. Über das Unternehmen, das später in die Frankfurter Allee umsiedelte, wurde 1929 das Insolvenzverfahren eröffnet.[23]

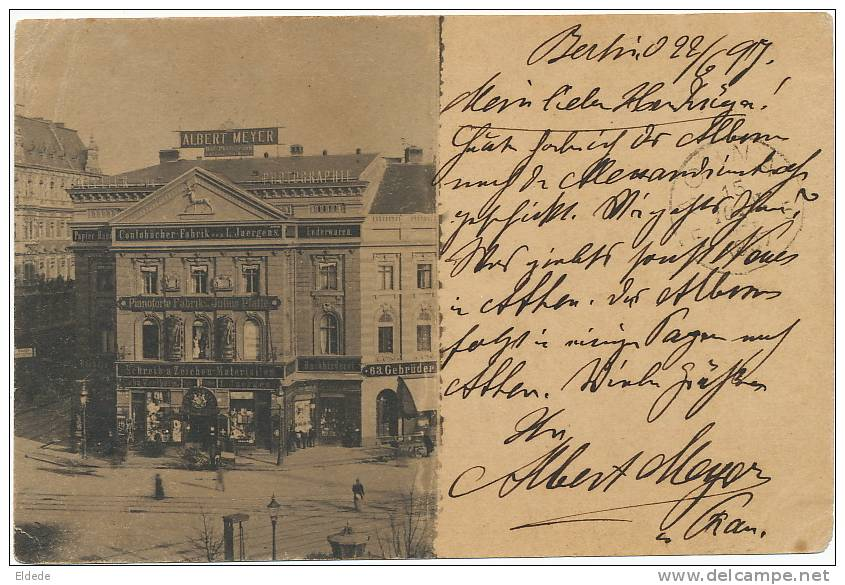
Ansichtskarte des Ateliers Albert Meyer, 1897

- 1883 eröffnete der Fotograf Albert Meyer im Haus mit den 99 Schafsköpfen ein Photographisches Atelier, in dem bis zu 15 Angestellte beschäftigt waren. Kurze Zeit später eröffnete er zwei weitere Niederlassungen in Berlin. Er bezeichnete sich in Schaukästen, auf einem Reklamewagen und in Adressbüchern mit Hof-Photograph.[24] Da er aber Hoffotograf des Königs von Sachsen und des Herzogs von Sachsen-Meiningen war, wurde er mehrfach polizeilich ermahnt, ausreichend deutlich zu kennzeichnen, dass es sich dabei nicht um den kaiserlich-königlichen Hof von Berlin handelte. Auf dem Dach des Hauses ließ Meyer einen großen Reklameschriftzug für sein Atelier installieren und druckte Postkarten, auf denen das Haus mit den 99 Schafsköpfen abgebildet war. Im Jahr 1901 verkaufte er das Atelier, um nach Hannover zu ziehen. Das Atelier in der Alexanderstraße 45 übernahm der Bildhauer und Fotograf Arthur Schulz, der es unter dem Namen Atelier Albert Meyer, Inhaber Arthur Schulz weiterführte.[25]
- In dem Haus mit den 99 Schafsköpfen betrieb die Nationalbank für Deutschland eine ihrer Berliner Filialen.[26]
- Weiterhin befanden sich in dem Haus die Eisenwarenhandlung Kersten und Loy,[27] sowie die Saatguthandlungen R. Helfft & Co.[28] und J. Jossmann.[29] Jossmann war Mitglied im Akklimatisations-Verein in Berlin, einer Vereinigung, die sich dafür einsetzte, nicht-heimische Pflanzen- und Tierarten vor allem für die landwirtschaftliche und gärtnerische Nutzung in Preußen anzusiedeln.[30]

## Rezeption
In Alfred Döblins 1929 erschienenem Roman Berlin Alexanderplatz wird das Haus mit den 99 Schafsköpfen, das zum Zeitpunkt der Romanhandlung bereits abgerissen war, erwähnt:

„Von Osten her, Weißensee, Lichtenberg, Friedrichshain, Frankfurter Allee, türmen die gelben Elektrischen auf den Platz durch die Landsberger Straße. Die 65 kommt vom Zentralviehhof, der Große Ring Weddingplatz, Luisenplatz, die 76 Hundekehle über Hubertusallee. An der Ecke Landsberger Straße haben sie Friedrich Hahn, ehemals Kaufhaus, ausverkauft, leergemacht und werden es zu den Vätern versammeln. Da halten die Elektrischen und der Autobus 19 Turmstraße. Wo Jürgens war, das Papiergeschäft, haben sie das Haus abgerissen und dafür einen Bauzaun hingesetzt. Da sitzt ein alter Mann mit einer Papierwaage: Kontrollieren Sie Ihr Gewicht, 5 Pfennig. O liebe Brüder und Schwestern, die ihr über den Alex wimmelt, gönnt euch diesen Augenblick, seht durch die Lücke neben der Arztwaage auf diesen Schuttplatz, wo einmal Jürgens florierte, und da steht noch das Kaufhaus Hahn, leergemacht, ausgeräumt und ausgeweidet, dass nur die roten Fetzen noch an den Schaufenstern kleben. Ein Müllhaufen liegt vor uns. Von Erde bist Du gekommen, zu Erde sollst Du wieder werden, wir haben gebauet ein herrliches Haus, nun geht hier kein Mensch weder rein noch raus.“